# Gezicht op Victoria Embankment in Londen
Gezicht op Victoria Embankment in Londen is een ets van de Nederlandse kunstschilder, etser en fotograaf Willem Witsen, 22,7 × 30,3 centimeter groot. Het toont een stemmig herfsttafereel, gemaakt in Londen, van de Victoria Embankment. Hij maakte de ets in 1890, evenals afdrukken in 1906 en 1908. Een van de afdrukken bevindt zich in het Rijksprentenkabinet van het Rijksmuseum Amsterdam.

## Context
In de herfst van 1888 vertrok Witsen naar Londen om afstand te kunnen nemen van familieproblemen en gekonkel binnen het Amsterdamse kunstenaarsmilieu waarin hij verkeerde. Ook speelde mee dat hij een relatie had met Blanche Ford, een Engels café chantant-zangeres, die hij in 1887 had leren kennen en die hij in Londen opnieuw zou ontmoeten.
Gedurende zijn verblijf in Londen, met onderbrekingen van 1888 tot 1891, zou Witsen een grote hoeveelheid etsen, schetsen en aquarellen maken van Waterloo Bridge, Charing Cross Bridge, Trafalgar Square en de Thames Embankment. Gezicht op Victoria Embankment in Londen uit 1890 is een van de twaalf etsen die hij er maakte, tien op koper en twee op zink. Hij exposeerde ze in 1890 bij de Nederlandsche Etsclub en Arti et Amicitiae in Amsterdam en in november van dat jaar in New York, waar een hele set werd opgekocht door verzamelaar Samuel Putnam Avery. Latere afdrukken van de etsen (25 in 1906 en 37 in 1908) verkochten slecht, zowel in Nederland als in Engeland. Witsens kunsthandelaar Wisselingh & Co. klaagde dat niemand geïnteresseerd was in deze "trieste" afbeeldingen. Tegenwoordig behoren ze tot de duurste printen uit Witsens grafisch oeuvre.

## Afbeelding

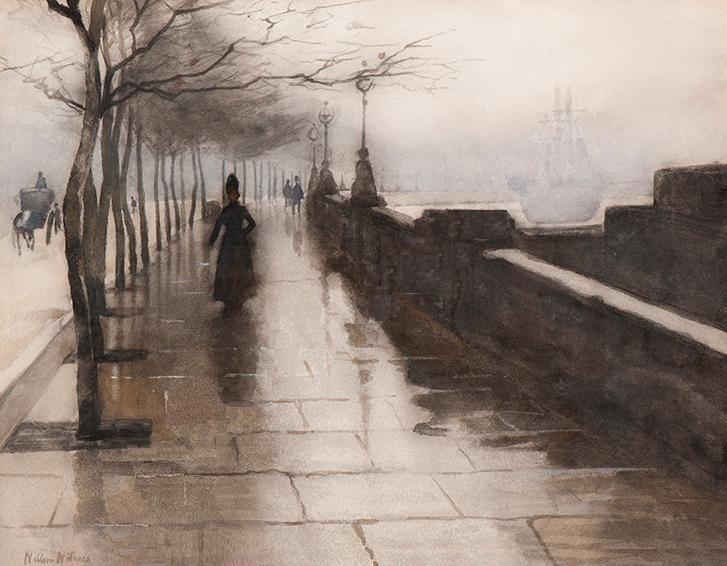
Kade in Londen langs de Theems, aquarel

Gezicht op Victoria Embankment in Londen is een karakteristiek Londens stadsbeeld in mist en in regen. De sfeer is stemmig en mede door het gebruik van silhouetten ook enigszins mysterieus. Twee figuren, mogelijk vissers, hebben een onderonsje. Het voelt nat en kouwelijk aan. Het weerspiegelt de melancholische gemoedstoestand die Witsen in Londen moet hebben gevoeld.
Witsen maakte ter plekke eerste schetsen in houtskool en werkte ze later in zijn studio verder uit als ets, in dit geval op een zinken plaat. Hij gebruikte de aquatint-techniek, waarmee hij egale vlakken creëerde en de regenachtige atmosfeer maximaal wist te benaderen. Witsen had altijd veel aandacht voor de compositorische harmonie in zijn grafisch werk en bereikte daarin met zijn Londense etsen een hoogtepunt. Ze worden gerekend tot het beste grafische werk in de Nederlandse kunst van rond 1900, een periode waarin de etskunst een sterke heropleving kende, met Witsen als een belangrijke voortrekker.